# Bezdzież
Bezdzież (bia. Бездзеж) – wieś na Białorusi w obwód brzeskim, w rejonie drohiczyńskim. W okresie międzywojennym wieś była siedzibą gminy Bezdzież, w powiecie drohickim, w województwie poleskim. W 2009 wieś liczyła 1058 mieszkańców.

## Urodzeni w Bezdzieżu
- Wiktor Kadłubowski – polski leśnik i entomolog, wykładowca Uniwersytetu Przyrodniczego w Poznaniu[2].